# Salina (Utah)
Salina je město v okresu Sevier County ve státě Utah ve Spojených státech amerických. K roku 2000 zde žilo 2 393 obyvatel. S celkovou rozlohou 15,9 km² byla hustota zalidnění 150,2 obyvatel na km².